# Jayne Joso
Jayne Joso ist eine britische Schriftstellerin.

## Leben
Jayne Joso studierte mit einem Stipendium des Japan Exchange and Teaching Programme in Japan. Sie hielt sich außerdem in China und Kenya auf. In China schrieb sie ein Stück für Kindertheater, das dort auch für das Fernsehen produziert wurde. In Japan veröffentlichte sie ein Kinderbuch. Sie arbeitet in Großbritannien als Expertin für Ostasien. 
Ihr erster Roman Soothing Music for Stray Cats erschien 2009 in Großbritannien und spielt in London. 

## Werke (Auswahl)
- Soothing Music for Stray Cats. Talybont: Alcemi. 2009. ISBN 9780955527258
- Perfect Architect. Illustrationen Hiroki Godengi. Talybont: Alcemi, 2011. ISBN 9780956012524
- My Falling Down House. Bridgend: Seren Books, 2016. ISBN 9781781723395
- From Seven to The Sea. Bridgend: Seren Books, 2019. ISBN 9781781724828